# Sepúlveda (Salamanca)
Sepúlveda de Yeltes (oficialmente Sepúlveda) es una pedanía del municipio de Castraz, en la comarca del Campo de Yeltes, provincia de Salamanca, España.

## Historia
La existencia del dolmen de Sepúlveda, en el que se encontraron objetos de adorno, evidencia la existencia de presencia humana en el entorno de Sepúlveda de Yeltes desde la Prehistoria. No obstante, la fundación de Sepúlveda de Yeltes como localidad se remonta a la repoblación efectuada por los reyes de León en la Edad Media, habiendo sido repoblada con gentes procedentes de la Extremadura castellana, si bien la localidad quedó integrada en el Reino de León. Tras la creación de la Diócesis de Ciudad Rodrigo por Fernando II de León en el siglo XII, Sepúlveda de Yeltes quedó encuadrado en dicho obispado, si bien como territorio de señorío. Con la creación de las actuales provincias en 1833, Sepúlveda de Yeltes, como parte integrante del municipio de Castraz, quedó encuadrado en la provincia de Salamanca, dentro de la Región Leonesa.

## Demografía
En 2019 Sepúlveda de Yeltes se encontraba oficialmente despoblado, al no contar con ningún habitante censado. (INE 2019).
| Gráfica de evolución demográfica de Sepúlveda (Salamanca) entre 2000 y 2019              |
|                                                                                          |
| Fuente: Instituto Nacional de Estadística de España - Elaboración gráfica por Wikipedia. |